# Legge Sileri
La legge 10 febbraio 2020, n. 10 (detta anche legge Sileri dal suo promotore Pierpaolo Sileri) è una norma della Repubblica Italiana, che disciplina la donazione del proprio corpo e dei tessuti post mortem a fini di studio, di formazione e di ricerca scientifica.

## Iter legislativo
- 1 agosto 2018: Al Senato viene presentato il Disegno di legge n. 733 a prima firma Sileri.
- 27 settembre 2018: Il DDL 733 viene assegnato alla XII Commissione "Igiene e sanità" del Senato, in sede redigente.
- 29 aprile 2019: Il Senato approva il DDL 733 e, contestualmente, lo invia alla Camera dei deputati (PDL 1806[5]).
- 29 gennaio 2020: La XII Commissione "Affari sociali" della Camera, in sede legislativa, approva la PDL 1806 all'unanimità.[6][7]
- 10 febbraio 2020: Il Presidente della Repubblica Sergio Mattarella promulga la PDL 1806 già approvata dalla Camera dei Deputati e dal Senato della Repubblica.
- 04 marzo 2020: L'atto viene pubblicato in Gazzetta Ufficiale, è definitivamente legge.[8]

## Contesto politico e normativo
L'intervento normativo ebbe luogo dopo che si susseguirono numerose iniziative parlamentari sollecitate da istituzioni scientifiche, universitarie e associative, che lamentavano la mancanza di cadaveri su cui i giovani chirurghi potessero esercitarsi.
L'intervento normativo risultò necessario per il legislatore poiché la normativa precedentemente in vigore non risultava “del tutto chiara né esaustiva perché non disciplina né il percorso della donazione dal donatore alla struttura fruitrice, né la salvaguardia del principio dell’autodeterminazione e delle modalità attuative fino al momento del decesso”.

## Contenuto
La norma è stata approvata con lo scopo di dare ai cittadini la possibilità di donare il proprio corpo affinché possa essere utilizzato per fini di alto valore etico e umano, dando così la possibilità di migliorare la scienza medica attraverso la ricerca, la formazione su un modello umano.
La legge si compone di 10 articoli:
- L’articolo 1 disciplina la donazione del corpo post mortem a fini di studio, di ricerca scientifica e di formazione.
- L’articolo 2 dispone in merito alla promozione dell’informazione ai cittadini.
- L’articolo 3 stabilisce le forme e i modi della scelta di donazione del proprio corpo, che devono essere espressi in materia chiara e inequivocabile e per iscritto.
- L'articolo 4 istituisce i centri di riferimento per la conservazione e l'utilizzazione dei corpi dei defunti.
- L’articolo 5 prevede l'istituzione presso il Ministero della salute, dell'Elenco nazionale dei Centri di riferimento
- L’articolo 6 determina le modalità e i tempi di restituzione della salma.
- L’articolo 7 stabilisce che la donazione del corpo post mortem non può avvenire a fini di lucro.
- L’articolo 8 prevede il regolamento di attuazione.
- L’articolo 9 dispone sulla copertura finanziaria.
- L’articolo 10 abroga una disposizione vigente incompatibile con la disciplina introdotta.

## Altre informazioni
La legge, approvata all'unanimità, è stata definita "un passo significativo per il sistema medico e scientifico" poiché "la possibilità di studiare il corpo umano e i tessuti post mortem permetterà alla ricerca di allargare il suo campo di applicazione e dunque anche i suoi avanzamenti."
La norma, che ha ricevuto il plauso di tutte le forze politiche, è stata altresì definita utile al fine di "sanare un vulnus legislativo, consentendo finalmente lo sviluppo della ricerca e dello studio in ambito sanitario."
La Lega Anti Vivisezione ha definito la legge "una risorsa importante che, se ben applicata e fatta conoscere, non solo salverà la vita a migliaia di cavie, ma potrà dare concrete speranze per l’avanzamento della ricerca scientifica e nuove possibilità di cura per i malati."